# Hrvatsko kulturno društvo Napredak
Hrvatsko kulturno društvo Napredak (HKD Napredak), središnja je kulturna ustanova bosanskohercegovačkih Hrvata. Osnovni cilj Napretka je očuvanje i jačanje hrvatske nacionalne svijesti u Bosni i Hercegovini. Taj cilj se nastoji ostvariti promicanjem hrvatskog jezika i kulture, poticanjem obrazovanja i suradnjom s vjerskim ustanovama. Zato Napredak organizira i potiče brojne kulturne manifestacije i stipendira talentirane studente. Unutar Napretka djeluju mnoge kulturne i sportske organizacije. Sjedište Napretka nalazi se u Sarajevu. Predsjednik Društva od 7. srpnja 2019. godine je Nikola Čiča koji nasljeđuje predsjednika od obnoviteljske godine 1990. dr. Franju Topića.

## Povijest
Krajem 19. i početkom 20. stoljeća, u vremenu naglog gospodarskog i kulturnog razvoja BiH nakon dolaska austrougarskih vlasti, među hrvatskim narodom u toj zemlji osjećala se snažna potreba za osnivanjem društva koje bi pomagalo i financiralo obrazovanje hrvatske mladeži. Kao rezultat te težnje nastala su dva društva kojima je poticanje obrazovanje bio osnovni cilj. Neposredan povod osnivanju mostarskog društva bilo je kada je na kraju školske godine 1900./1. u Mostaru maturiralo 7 Hrvata, a niti jedan nije dobio austrougarsku državnu stipendiju za daljnje školovanje, dok su iste godine stipendije dobili 6 srpskih i jedan muslimanski maturant iz Mostara.
Isprva je osnovano 14. rujna 1902. godine u Mostaru pod nazivom Hrvatsko potporno društvo za siromašne đake i naučnike, a drugo zatim 11. studenog iste godine u Sarajevu pod nazivom Hrvatsko društvo za namještanje djece na zanate i u trgovinu. Prvi predsjednik u Mostaru je bio fra Radoslav Glavaš, a u Sarajevu privremeno prof. dr. Tugomir Alaupović. Od 10. rujna 1904. godine, sarajevsko društvo u naziv dodaje riječ „Napredak”. Dana 19. studenoga 1905., sarajevsko društvo mijenja ime u „Hrvatsko društvo 'Napredak' za potpomaganje naučnika i đaka Hrvata katolika u Sarajevu”. Nakon trogodišnjeg usporednog djelovanja, 9. lipnja 1907., došlo je do sporazumnog sjedinjenja pod zajedničkim imenom „Napredak”. Tada je sjedište Društva je preneseno u Sarajevo.
Pod nazivom „Hrvatsko prosvjetno i kulturno društvo Napredak” djeluje od 1914. Pod ovim nazivom, 1922. godine, društvo svojim članovima utemeljiteljima dodjeljuje plakete ukrašene simboličnim motivima i pročeljima zgrada društva u većim gradovima otisnutim u bakrorezu. U izmijenjenim Pravilima svrha društva je definirana nešto uopćenije: kulturno jačanje hrvatskoga naroda. Ovakva misija zadržana je sve do 1945. godine. U tijeku I. svjetskog rata (naročito od 1915. do 1918.) i II. svjetskog rata (posebice od 1943. do 1945.), Društvo je značajno smanjilo svoju aktivnost, iako se uprava sastajala, a postojao je i dio podružnica. 
Kraj II. svjetskog rata za Napredak donosi posve novu situaciju. Vlasti Titove Jugoslavije uspostavljaju novi ideološki sustav, nastojeći ovladati svim društvenim dimenzijama, koristeći u tome i zatečena kulturno-prosvjetna društva. Napredak je formalno obnovljen na Glavnoj skupštini 28. i 29. listopada 1945. godine. Zadržano je i ime i način unutarnje organizacije, ali se suštinski promijenila svrha i ciljevi društva. Djelovanje društva bilo je najviše usmjereno na iskorjenjivanje nepismenosti, a osnovna svrha, pomaganje đacima, praktièno je napuštena. O promicanju hrvatske kulture nije se moglo ni pomišljati, pošto su se sve kulturne aktivnosti realizirale kroz dirigiranu suradnju s druga dva nacionalna društva u okviru Saveza kulturno prosvjetnih društava. 
I takvo suženo djelovanje nije odgovaralo tadašnjoj vlasti pa 1. travnja 1949. godine, dolazi do ukidanja „Napretka”, pod izgovorom kako nema članstva i ne može se održati skupština, koja bi dala legalitet upravi. Prestao je rad Središnjice, svih podružnica i povjereništava i drugih organizacija, koje su djelovale u okviru Napretka (Zadruga, knjižnica, knjižara...), dok pokretna i nepokretna imovina i sva prava i obveze Hrvatskog kulturnog društva Napredak prelaze od 1. travnja 1949. godine na Savez kulturno-prosvjetnih društava.
Prvi javni poziv za obnovu Napretka uputio je javnosti hrvatski književnik i urednik Mile Pešorda u večernjem dnevniku RTV Sarajevo, 7. srpnja 1990. godine. Obnoviteljska skupština održana je 29. rujna 1990. u Sarajevu. Usvojen je Statut kojim je definirano da je svrha obnovljenog Napretka: kulturno i prosvjetno djelovanje, gospodarsko jačanje i socijalno podizanje hrvatskog naroda. Danas ovo društvo ima oko 20.000 članova i mnoštvo ogranaka diljem Bosne i Hercegovine te Hrvatske.

## Podružnice
Napretkovo se djelovanje ostvaruje kroz podružnice koje postoje u gotovo svim bosanskohercegovačkim gradovima naseljenim Hrvatima. Napredak svoje podružnice ima i u više hrvatskih gradova, kao i u drugim državama sa značajnijom hrvatskom dijasporom.

## Graditeljske djelatnosti
U Sarajevu je društvo 1913. godine sagradilo Zakladni dom, popularno nazvan Napretkova palača. Na pročelju zgrade ističe se hrvatski grb i natpis NAPREDAK. Smatra se da je to jedna od najljepših sarajevskih građevina nastalih za vrijeme austrougarske vladavine. U svrhu namicanja novih sredstava i vođenja poslova oko izgradnje Zakladnog doma izabran je odbor u sastavu: Ante Tandarić, Anto Alaupović, Mijo Vučak, Ivan Renđec, Ljudevit Dvorniković, Nikola Krešić, Albert Draganić, Jozo Udovčić, Matej Kakarigi, Ivan Budimir, Dane Cvitković, Petar Maričić i Nikola Palandžić (vidi sliku). Danas je ta zgrada na privremenom popisu spomenika Bosne i Hercegovine.
"Napredak" je imao sedam konvikata: u Sarajevu: "Kralj Tomislav", otvoren 20. lipnja 1920. (nacionaliziran, do danas nije vraćen Napretku (stanje u studenome 2002.), "Katarina Zrinjska" i "Zora Zrinjska"; u Mostaru: "Kralj Petar Svačić", dograđen 1926./27., vraćen Napretku; u Banjoj Luci, otvoren 1934./35. i u Osijeku, otvoren 1941./42.

## PoznatiNapretkovci
- Ivo Andrić, književnik, nobelovac
- Vladimir Prelog, kemičar, nobelovac
- Gabrijel Jurkić, umjetnik
- Ismet Mujezinović, umjetnik
- Ivo Šeremet, umjetnik
- Mario Mikulić, umjetnik

## Nagrade
(nepotpun popis)
- Povelja Republike Hrvatske
- Nagrada Grada Sarajeva
- Plaketa Kantona Sarajevo
- Plaketa „Kralj Tvrtko Prvi Kotromanić”

### Članci
- Vukšić, Tomo. 1993. Devedeset godina Hrvatskog kulturnog društva "Napredak". Crkva u svijetu. Sveučilište u Splitu - Katolički bogoslovni fakultet. Split. 28 (1): 70–76

## Vanjske poveznice
- Službene mrežne stranice